# Guarianthe skinneri
Guarianthe skinneri är en orkidéart i släktet Guarianthe, som växer i skogarna i Centralamerika och norra Sydamerika. Blomman är Costa Ricas nationalblomma.
- Wikimedia Commons har media som rör Guarianthe skinneri.